# The Anthology (Deep Purple)
The Anthology kompilacijski je album britanskog hard rock sastava Deep Purple, kojeg 1985. godine objavljuje diskografska kuća, 'Harvest Records'.
Kompilacija sadrži skladbe koje su izvodile postave MK I (1968. – 1969.), MK II (1970. – 1973.), MK III (1974. – 1975.) MK IV (1975.). To je dvostruki vinilin album s nekoliko prethodno (na vrijeme) neobjavljenih skladbi i miksova. Ovo izdanje nikad nije bilo dostupno na CD-u. Verzija objavljenog materijal iz 1991. godine, sadrži materijal od samo prethodno izdanih skladbi.

## Popis pjesama

### 1985. Vinili inačica
- -     - Mk I:

1. Hush (South) 4.24
2. Emmaretta (Lord/Blackmore/Evans) 4.28
3. Hallelujah (Greenaway/Cook) 3.42
4. Shadows (Blackmore/Lord/Evans/Simper/Paice) 3.29
  - Prethodno neobjavljena snimka s albuma Shades, snimljeno 1968.
5. Love help me (Blackmore/Evans) 3.23
  - Prethodno neobjavljen instrumentalna inačica.
6. Wring that neck (Lord/Blackmore/Simper/Paice) 4.12
  - Mk II:
7. Speed king (Blackmore/Gillan/Glover/Lord/Paice) 6.53
8. Black night (Blackmore/Gillan/Glover/Lord/Paice) 3.27
9. Grabsplatter (Blackmore/Gillan/Glover/Lord/Paice) 4.34
  - Instrumental s BBC snimke iz 1970.
10. Child in time (Blackmore/Gillan/Glover/Lord/Paice) 9.16
11. Strange kind of woman (Blackmore/Gillan/Glover/Lord/Paice) 4.50
12. Freedom (Blackmore/Gillan/Glover/Lord/Paice) 3.31
  - Prethodno neobjavljena snimka s albuma Fireball, snimljeno 1971.
13. Fireball (Blackmore/Gillan/Glover/Lord/Paice) 3.24
14. Highway star (Blackmore/Gillan/Glover/Lord/Paice) 6.07
15. Never before (Blackmore/Gillan/Glover/Lord/Paice) 4.00
  - Drugačiji (quadrofonik) miks, od obične verzije s albuma.
16. When a blind man cries (Blackmore/Gillan/Glover/Lord/Paice) 2.30
17. Smoke on the water (Blackmore/Gillan/Glover/Lord/Paice) 6.38
  - Drugačiji (quadrofonik) miks, od obične verzije s albuma.
18. Woman from Tokyo (Blackmore/Gillan/Glover/Lord/Paice) 5.49
  - Mk III:
19. Might just take your life (Blackmore/Lord/Paice/Coverdale) 4.39
20. Coronarias Redig (Blackmore/Lord/Paice) 4.51
21. Soldier of fortune (Blackmore/Coverdale) 3.15
  - Mk IV:
22. You keep on moving (Coverdale/Hughes) 4.17

### 1991. CD inačica
- -     - Mk I:

1. Hush (Joe South) 4.25
2. Mandrake root (Blackmore/Evans/Lord) 6.08
3. Shield (Lord/Blackmore/Evans) 6.03
4. Wring that neck (Blackmore/Lord/Simper/Paice) 5.13
5. The bird has flown (Evans/Backmore/Lord) 5.36
  - Mk II:
6. Bloodsucker (Blackmore/Gillan/Glover/Lord/Paice) 4.08
7. Speed king (Blackmore/Gillan/Glover/Lord/Paice) 5.53
8. Black night (Blackmore/Gillan/Glover/Lord/Paice) 3.27
9. Child in time (Blackmore/Gillan/Glover/Lord/Paice) 10.16
10. Fireball (Blackmore/Gillan/Glover/Lord/Paice) 3.23
11. Strange kind of woman (Blackmore/Gillan/Glover/Lord/Paice) 8.35
  - Uživo inačica s albuma Deep Purple In Concert, 1980.
12. No one came (Blackmore/Gillan/Glover/Lord/Paice) 6.25
13. Highway star (Blackmore/Gillan/Glover/Lord/Paice) 6.06
14. Smoke on the water (Blackmore/Gillan/Glover/Lord/Paice) 7.01
  - Uživo inačica s albuma Made in Japan, 1972.
15. Pictures of home (Blackmore/Gillan/Glover/Lord/Paice) 5.03
16. Woman from Tokyo (Blackmore/Gillan/Glover/Lord/Paice) 5.50
17. Smooth dancer (Blackmore/Gillan/Glover/Lord/Paice) 4.09
  - Mk III:
18. Sail away (Blackmore/Lord/Paice/Coverdale) 5.48
19. Lay down stay down (Blackmore/Lord/Paice/Coverdale) 4.15
20. Burn (Blackmore/Lord/Paice/Coverdale) 6.50
  - Uživo inačica s albuma Live in London, 1982.
21. Stormbringer (Blackmore/Coverdale) 4.05
22. Hold on (Coverdale/Hughes/Lord/Paice) 5.05
23. Gypsy (Blackmore/Lord/Paice/Coverdale/Hughes) 4.13
24. Mistreated (Blackmore/Coverdale) 11.40
  - Uživo inačica s albuma Made in Europe, 1976.
  - Mk IV:
25. Gettin' tighter (Bolin/Hughes) 3.36
26. Love child (Bolin/Coverdale) 3.05
27. You keep on movin' (Coverdale/Hughes) 5.18

## Izvođači
Mk I
- Ritchie Blackmore - gitara
- Rod Evans - prvi vokal
- Jon Lord - orgulje, klavijature, prateći vokali
- Ian Paice - bubnjevi
- Nick Simper - bas-gitara, prateći vokali

Mk II
- Ritchie Blackmore - prva gitara
- Ian Gillan - vokal
- Roger Glover - bas-gitara, vokal
- Jon Lord - orgulje, klavijature, vokal
- Ian Paice - bubnjevi

Mk III
- Ritchie Blackmore - prva gitara
- David Coverdale - vokal
- Glenn Hughes - bas-gitara, vokal
- Jon Lord - rgulje, klavijature, vokal
- Ian Paice - bubnjevi

Mk IV
- Tommy Bolin: gitara, vokal
- David Coverdale: prvi vokal
- Glenn Hughes: bas-gitara, vokal
- Jon Lord: klavijature
- Ian Paice: bubnjevi

## Vanjske poveznice
- Discogs.com - Deep Purple - The Anthology